# Frank Bartolillo
Frank Bartolillo est un escrimeur australien sourd, né le 22 décembre 1981 à Sydney en Australie.

## Biographie
Né sourd le 22 décembre 1981, Frank Bartolillo est scolarisé dans une école spécialisée pour les sourds. Il reçoit une bourse d’études supérieures pour athlète handicapé de la part de l'Institut des Sports de Nouvelle-Galles du Sud en Australie.
Initié à l'escrime depuis ses douze ans, il atteint le haut-niveau à l'âge de seize ans.
Par la suite, il participera aux championnats nationaux, mondiaux et internationaux dont celui de Cuba en 2003 qui lui permet de se qualifier pour les Jeux Olympiques d'Athènes en 2004 où il sera classé 27e. Selon les organisateurs des Deaflympics, il fait partie de l'élite des athlètes sourds.

## Palmarès
- Championnats d'escrime du Commonwealth (en)
  -  Médaille d'or au fleuret (2002, 2010)
  -  Médaille de bronze au sabre (1999) à l'âge de 18 ans[5]

## Hommages
En 2015, la Fédération australienne d'escrime décide d'ériger une trophée portant son nom, la « Frank Bartolillo Cup », afin de saluer son parcours sportif. Cette coupe est décernée à l'issue des Championnats nationaux d'escrime pour les juniors australiens de moins de 15 ans. 